# Pine Ridge, Alabama
Pine Ridge är en ort i DeKalb County i delstaten Alabama, USA.